# Sphodromantis gestri
Sphodromantis gestri é uma espécie de louva-a-deus da família dos Mantidae, sendo encontrados no Quênia e Somália.